# Chiesa di San Bonaventura delle Eremite
La chiesa di San Bonaventura delle Eremite è un edificio religioso seicentesco che si affaccia su via Alberto Cavalletto, poco distante da Prato della Valle, a Padova. La chiesa è parte del Monastero delle Vergini Eremite Francescane, dipendenti dal vescovo di Padova.

## Storia
La chiesa fa parte di un complesso religioso sorto alla fine del XVII secolo. L'ordine delle Vergini Eremite Francescane fu fondato a Padova il 10 agosto 1612 da suor Graziosa Zechini (1586-1655) e trovò prima sede a contrà Pontecorvo in tre case donate da una ricca vedova, una certa Lucia Noventa. Nel 1615 si costruì li un primo oratorio. Nel 1645 Innocenzo X approvò l'ordine spedì la Bolla della perpetua clausura col distinto privilegio di essere sempre chiamate le Vergini Eremite. A causa dei disturbi e molestie pello strepito del passaggio e per le grida e gli scandali di due non lontane osterie su decisione della badessa ventiduenne Anna Maria Zanolli l'ordine si trasferì in un nuovo monastero, verso Prato della Valle su un terreno dei patrizi Malipiero già acquistato il 26 febbraio 1680 con approvazione del vescovo Gregorio Barbarigo. La nuova struttura fu principiata su disegno della stessa badessa con gran stupore dei contemporanei. Fu dapprima costruito l'alta muraglia di clausura. La comunità si trasferì nel nuovo complesso l'11 maggio 1682, mentre la chiesa fu completata in seguito. La prima messa fu cantata il 19 marzo 1688. Il complesso sopravvisse alle legislazioni napoleoniche e savoiarde nella più completa clausura tanto che l'elettricità entrò all'interno della muraglia solo nel 1985. Oggi la chiesa è accessibile negli orari indicati dalle monache.

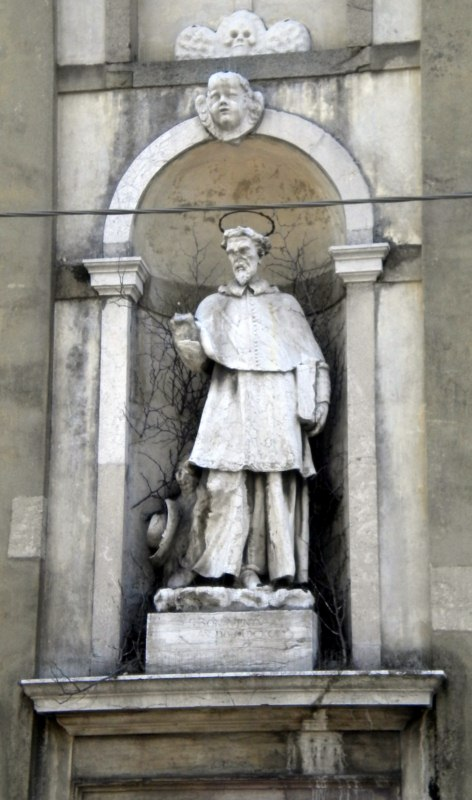
la statua di San Bonaventura, opera di Antonio Zanini, posta sulla facciata, riconoscibile per la consueta iconografia del libro e del cappello cardinalizio, in questo caso per terra (a significare umiltà).

## Descrizione

### Esterno
L'edificio ha l'abside verso il meridione e la facciata a settentrione, aggettante alla strada ed è l'unico elemento che interrompe l'alta muraglia di contenimento della clausura. La facciata è di gusto barocco ed è mossa da quattro paraste doriche che sostengono un'importante frontone su cui, cosa bizzarra, si apre una finestra termale. Sulla facciata si aprono quattro finestre quadrangolari simmetricamente disposte e protette da inferriate. Il contenuto portale è sovrastato da una nicchia sulla quale è posta una statua di San Bonaventura (vi è incisto SAN BONAVENTURA / AN. DO. MDCXCIII / ANTONIO ZANINI DETTO MANGRANDA / FECIT DI ANNI XVIII).
La torre campanaria che domina sulla contrada circostante è unica del suo genere, perché composta da un alto campanile a vela contenuto da quattro alte arcate.

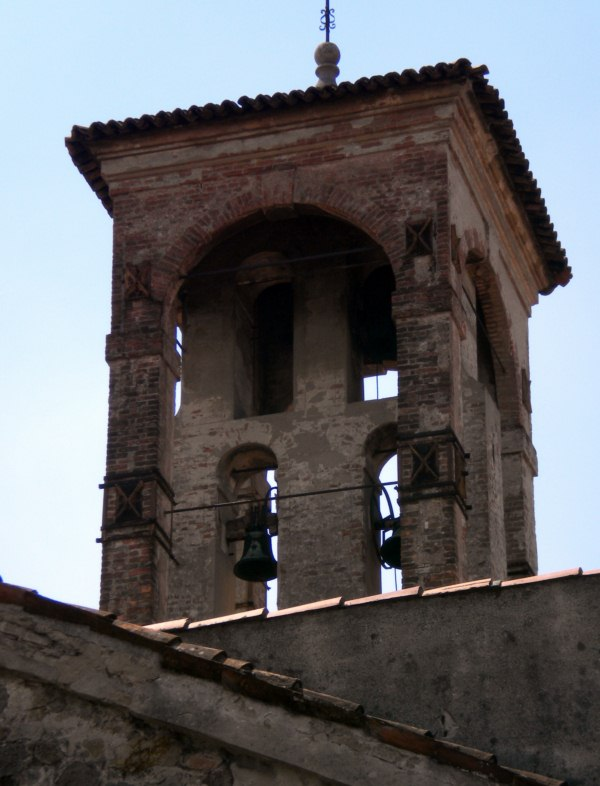
Il campanile.

## Interno
L'aula seicentesca sembra caratterizzarsi per uno slancio verticale, favorito anche dal coro protetto da clausura. Sull'altare maggiore tela raffigurante San Francesco, sant'Antonio, san Bonaventura e san Pietro d'Alcantara, pregevole opera di Gaspare Diziani. Sugli altari laterali, a destra Sacra Famiglia con Santi Zaccaria ed Elisabetta di Pietro Damini, sul sinistro una Immacolata della cerchia di Francesco Zanella. Sino almeno al 1780 in chiesa era esposto il crocifisso e un'immagine miracolosa della Vergine Maria che già ornavano il primitivo oratorio dell'ordine a Pontecorvo.